# Svarthättad svala
Svarthättad svala (Atticora pileata) är en fågel i familjen svalor inom ordningen tättingar.

## Utseende
Svarthättad svala är en liten svala med snabb flykt. Fjäderdräkten verkar genomgående mörk, med en stor vit fläck på buken och lång, kluven stjärt. Den svarta hjässan är något mörkare än resten av huvudet, men detta kan vara svårt att se.

## Utbredning och systematik
Fågeln förekommer i höglänta områden från södra Mexiko (Chiapas) till västra Honduras. Den behandlas som monotypisk, det vill säga att den inte delas in i några underarter.

## Levnadssätt
Svarthättad svala hittas rätt lokalt i höga bergstrakter. Där ses den kring byar och städer samt i gläntor och skogar med tall och ek.

## Status och hot
Arten har ett stort utbredningsområde, men tros minska i antal, dock inte tillräckligt kraftigt för att den ska betraktas som hotad. Internationella naturvårdsunionen IUCN listar därför arten som livskraftig (LC). Beståndet uppskattas till i storleksordningen 50 000 till en halv miljon vuxna individer.